# Fenotrin
A fenotrin halványsárga, sárga vagy barna, szintetikusan előállított folyadék. Vízben rosszul oldódik.
Általános rovarirtó. Emberi hajtetű ellen, háztartási rovarirtóként, kutyabolha ellen. Korábban a mezőgazdaságban rovarirtó permetszerekben használták, de 2003 óta az EU-ban, és így Magyarországon is tiltott mint növényvédő szer.

## Készítmények
Számos önálló és a fenotrint kombinációban tartalmazó készítmény van a nemzetközi forgalomban.
Magyarországon nincs gyógyszertári forgalomban fenotrint tartalmazó készítmény, de számos vény nélkül kapható termék tartalmaz fenotrint.